# Paleo-Ortodoxia
Paleo-ortodoxia (din greacă: paleo = antic și orthos + doxa = corecta/dreapta + credință) este o mișcare teologică creștină a sfârșitului de secol 20 și a începutului de secol 21, care privește înțelegerea consensuală a credinței la Părinții Bisericii ca bază a interpretării biblice și a fondării Bisericii în secolul 20. Deoarece înțelege acest consens al Părinților Bisericii ca ortodoxia adevărată, se numește paleo-ortodoxie pentru a se distinge de „neo-ortodoxie”. 
Paleo-ortodoxia înțelege fundamentele teologiei creștine ca fiind consensul bisericii antice înainte de schisma dintre Biserica Ortodoxă și Biserica Romano-Catolică (Marea Schismă din 1054) și înainte de separarea dintre Biserica Romano-Catolică și Bisericile Protestante (Reforma Protestantă de la 1517), [fundamente ale teologiei] descrise în exprimarea canonului după Vincențiu din Lerini ca „Quod ubique, quod semper, quod ab omnibus” ("Ceea ce (s-a crezut) universal, întotdeauna și de către toți (creștinii) ).
Nu se accentuează învățăturile ori interpretările caracteristice fiecărui părinte bisericesc, ci acele învățături și interpretări biblice asupra cărora au căzut de acord părintii bisericești, atât din Răsărit cât și din Apus.
În afară de învățăturile doctrinare ale părinților bisericii, paleo-ortodoxia este de asemeni caracterizată prin reînnoirea interesului față de liturghia (ortodoxă) și îngrijirea pastorală.
Paleo-ortodoxia nu este interesată în diferențele denominaționale. Cea mai mare parte din teologii paleo-ortodoxiei provin din aripa conservatoare a protestantismului clasic ori din bisericile evanghelice. Unii asociază paleo-ortodoxia cu evanghelicalismul american contemporan.
Reprezentantul cel mai proeminent al mișcării este pastorul metodist unit Thomas C. Oden de la Drew University, care a publicat o serie de cărți care nu doar cheamă la reîntoarcerea spre „creștinismul clasic” dar de asemeni furnizează și instrumentele pentru acest proces. Oden, care a inventat termenul de "paleo-ortodoxie", crede cu tărie că creștinii au nevoie să se reconecteze la înțelepciunea Bisericii istorice, în special la Biserica Timpurie, mai mult decât la erudiția și teologia modernă care, în opinia sa, sunt adesea contaminate de agende politice. Oden spunea că dorința lui este „să înceapă să pregătească comunitatea creștină postmodernă pentru al treilea mileniu spre reîntoarcerea la un studiu atent și plin respect în ce privește miezul tradiției creștinismului clasic". Oden speră „sâ nu aducă noi contribuții teologiei”.
Alți teologi, despre care se poate spune că lucrează în interiorul paleo-ortodoxiei, deliberat sau nu, sunt: Marva Dawn, Richard Foster, Alister McGrath, Andrew Purves și Christopher Hall.